# Грец, Манфред
Манфред Грец (нем. Manfred Grätz, род. 9 января 1935 в Альтмитвайде) — генерал-лейтенант Национальной народной армии ГДР, заместитель министра национальной обороны ГДР, начальник Главного штаба Национальной народной армии с 1 января по 15 сентября 1990 года.

## Биография
Сын рабочего. Окончил среднюю школу, на воинской службе с 29 декабря 1952 года. В 1952—1954 годах — курсант офицерской школы в Эрфурте. После окончания школы служил в 14-м танковом полку, занимал там должность заместителя начальника штаба. В 1955—1959 годах учился в СССР, с 1961 года на службе в Министерстве национальной обороны ГДР. В 1971—1973 годах учился в Военной академии Генерального штаба имени К. Е. Ворошилова.
После возвращения из СССР служил на должности заместителя командира и начальника штаба 1-й мотопехотной дивизии ННА в Потсдаме. В 1976—1978 годах — командир 8-й мотопехотной дивизии ННА в Шверине. 7 октября 1979 года по случаю 30-летия со дня образования ГДР был произведён в генерал-майоры.
В 1982—1986 годах — командующий 3-м военным округом (центр — Лейпциг). Произведён в генерал-лейтенанты 1 марта 1984 года.
Будучи командиром 3-го военного округа, участвовал в совместных советско-восточногерманских военных учениях «Юг-85».
В 1986—1989 годах Грец был помощником генерал-полковника Иоахима Гольдбаха, заместителя министра национальной обороны ГДР и начальника по технике и вооружениям ННА. С 1 января 1990 года — начальник главного штаба ННА ГДР, сменил ушедшего 31 декабря 1989 года в отставку генерал-полковника Фрица Штрелеца. С 18 апреля по 15 сентября 1990 года работал в Министерстве разоружения и обороны ГДР, 30 сентября 1990 года покинул свой пост и ушёл на пенсию.
Почётный член Союза по сохранению традиций Национальной народной армии и Пограничных войск ГДР.
В 1998 году Берлинский земельный суд признал Манфреда Греца, Хорста Брюннера, Вольфганга Хергера и Хайнца Тапперта косвенно причастными к непредумышленному убийству. Грец был приговорён к одному году и трём месяцам лишения свободы условно.

## Награды
- Боевой орден «За заслуги перед народом и Отечеством» в золоте
- Орден «За заслуги перед Отечеством»:
  - в бронзе (1985)
  - в серебре (1988)